# Chimarra haimuoiba
Chimarra haimuoiba är en nattsländeart som beskrevs av Malicky 1995. Chimarra haimuoiba ingår i släktet Chimarra och familjen stengömmenattsländor. Inga underarter finns listade i Catalogue of Life.